# フロンティア (漫画)
『フロンティア』は、石渡洋司による日本の漫画作品。『チャンピオンRED』（秋田書店）にて2002年10月号（創刊号）から2004年2月号まで連載された。全17話。チャンピオンREDコミックスより全3巻で単行本化されている。

## 登場人物
目黒 勇一（めぐろ ゆういち）
本編主人公。「北」の潜入工作員にして、「北」独自の暗殺術「黒の技法」の使い手。「目黒勇一」という名は工作員としての偽名で、黒童からは「ピョウ」と呼ばれる。15年間日本に潜伏し、日本人として暮らしてきたが、妻である花の死の直後、上官であるフクロウの命を受け、逃走した同胞、リンとユンの追討に向かう。
「目黒勇一」として日本に赴任した当初の経歴は「25歳、千葉県松戸市出身。日本大学経済学部卒業」。
花（はな）
日本に上陸したばかりの目黒にあてがわれた、偽装上の妻。本国に夫と子供を残している。15年の生活において、実際の夫婦関係はないものの目黒とは強い心の絆で結ばれている。癌を患うこととなり、第1話は花の病没シーンから始まる。
フクロウ
目黒の上官であり、日本国内における「北」の工作員を管轄する地位にある老人。目黒にリンとユンの討伐命令を下すが、その背後には目黒も知らぬ目的があった。
リン
日本名は「黒木武（くろき たけし）」。「黒のナンバー」暗殺セクションの精鋭である青年。幼馴染であり恋人であるユンを連れ、逃走を図る。日本国内を逃亡しつつ「北」の追手をかわしていくが、やがて目黒と邂逅することになる。
ユン
リンの恋人であり、目黒の妻、花さんの形見の娘でもある。その肩口には謎の焼印が押されている。見た物を一瞬で記憶し、それを忘れない「直観像素質者」で、とある国家の重要機密を記憶していることから、フクロウに狙われることになる。
山本 四郎（やまもと しろう）
リンたちに接触する、関西弁を話すアフロヘアーの男。その正体は政府の雇われエージェントであり、目的は、来る国交正常化交渉の下準備としての「北」の情報提供者の保護、及び敵対工作員の除去。江戸時代からの動物芸人の血を引く人間で、カラスを駆使して諜報活動や攻撃を行う。仕事の報酬は、拉致された妹の正式な拉致被害者認定。
黒田（くろだ）
フクロウの配下。圧倒的な筋力の持ち主だが、普段は擬態してその実力を隠している。過去に本国にて、極限の飢餓から実の父親を殺して食うという経験をする。仲間の命を散らすことを厭わぬ残忍な攻撃を行う。
ストーン大佐
「黒の技法」を使用するゲリラの討伐の為に現れ、目黒らを襲撃する米兵特殊部隊の指揮官。機械の義手を持ち、その義手に仕組まれた装置で「黒の技法」を人工的に再現する。ベトナム戦争時、「黒の技法」を使う巨漢の襲撃に遭い、仲間を皆殺しにされた挙句、自身は掴まれた片腕を自ら切断して逃走するという過去を持つ。
ダグ・ロッカ
ストーン大佐の元に派遣された国防総省の官僚。小柄メガネ。謎のドキュメント「ブラックペーパー」の回収を目的とし、米兵部隊の指揮を取る。日本人及び「北」の人間に対し、徹底的に見下した態度をとる。
黛（まゆずみ）
リンたちを追跡する「北」のエージェントの1人。女。犬を思うままに操り、大量の犬を使って探査、追跡、及び戦闘を行う。本名は「山本志穂（しほ）」。山本四郎の妹だが、洗脳され、過去の記憶は全て無くしている。
黒童（ヘイキョウ）
齢60にして戦場に立つ、「黒の技法」の最強の使い手。目黒の上官だった人間で、過去にベトナムにてストーン大佐を襲った張本人でもある。本国ではリンを含めた黒のメンバーの教官であった模様。フクロウの弟。
カナ
日本に潜入した「北」の工作員家族の娘。両親が殺害された後、リンとユンが引き取り、自分達の家族として育てることになる。

## 「黒の技法（ブラックアーツ）」
黒の技法とは「筋肉の振幅を一点に集中し、叩きつける」という一連の暗殺技術であり、これを会得した工作員は名字に「黒」の一字が入る「黒の姓（メンバー）」と呼ばれる。銃器を持った人間を容易に制圧する力を持つ。
掌弾ネジ式蛇震掌（しょうだん ネジしき だしんしょう）
「内蔵の活動を斬る」技で、心臓に撃ち込むことで心停止を引き起こす。リンが頻用する。
掌弾圧式響鳴（しょうだん あっしき ひびき）
両の掌を撃ち合わせ、衝撃波を起こす。屈強な男でもその鋭い音に耳を塞がざるを得ず、動物類や女子供を失神させることもできる。
掌弾重ね撃ち地雷震（しょうだん かさねうち じらいしん）
攻防一体の型。相手の攻撃を両手で受け止めつつ、その攻撃部位を破砕する。
掌弾徹し伝破（しょうだん とおし でんぱ）
複数の人間にまとめて振動を通し、一度に打ち倒す技。
掌弾裏技仁王足（しょうだん うらぎ におうそく）
座った状態からノーモーションで両足を地面にぶち当て、衝撃を起こす。目黒は走行する電車内でこの技を使用し、床板を跳ね上げるどころか、そのまま電車を脱線させた。
掌弾裏技散布（しょうだん うらぎ さんぷ）
両腕に巻きつけたさらし布を四方八方に撒き散らす技。リンが米兵相手に目くらましとして使用した。
裏技 土塊の陣（うらぎ どかいのじん）
地面を踏みつけることで大量の砂埃を巻き上げる技。
掌弾変形刀威（しょうだん へんけい とうい）
手刀の形で繰り出される技で、対象物を破砕しながら切断する。
奥技 大砲殺し（たいほうごろし）
戦車の主砲が発射されるタイミングで、肘と膝とで主砲を潰し、暴発させる対戦車用の技。
人柱（じんちゅう）
物語の最後、目黒が黒童に対して使用した、目黒オリジナルの黒技。

## 単行本
- 石渡洋司 『フロンティア』 秋田書店〈チャンピオンREDコミックス〉、全3巻
  1. 2003年5月発売 ISBN 4-253-23091-1
  2. 2003年10月23日発売 ISBN 4-253-23092-X
  3. 2004年1月22日発売 ISBN 4-253-23093-8